# T-14 Armata
T-14 Armata (în rusă: Т-14 «Армата»; denumire industrială „Obiect 148”, rusă: Объект 148) este un tanc principal de luptă rus de generație următoare bazat pe Platforma Universală de Luptă „Armata”. Armata Rusă a plănuit inițial să achiziționeze 2.300 de T-14 între 2015 și 2020. Producția și deficitele fiscale au întârziat acest lucru până în 2025 și au dus până la anularea aparentă a seriei principale de producție. Cu toate acestea, începând cu 2021, era de așteptat ca Armata să înceapă producția în serie în 2022. Un lot de testare de 100 de modele urmează să fie livrat și dislocat Diviziei a 2-a Motorizată de Gardă Taman, iar livrarea va începe în 2022; dar tancurile vor fi transferate numai după finalizarea tuturor testelor.
T-14 este echipat cu armura dinamică de a patra generație (Multistrat combinat), capabilă să respingă atacuri de la lansatoarele de grenade antitanc portabile cu o probabilitate de peste 95%.